# صباغ آزوي
الأصبغة الآزوية (بالإنجليزية: Azoic Dyes)‏ : إن الأصبغة والخضب الذوابة وغير الذوابة في الماء، تحتوي على مجموعة لونية آزوية، ويكتب بالشكل (-N=N-) والذي يأخذ اسمه من الكلمة الفرنسية للنتروجين، (الآزوت). وقلة من الناس يعرفون أن نصف أصبغة النسيج العضوية المصنعة في وقتنا الحاضر تستخدم تفاعلات مكتشفة في مخابر تصنيع الجعة حوالي عام 1862 بعد ست سنوات من اكتشاف بيركين لأول صباغ تركيبي. فالألماني بيتر غريس (Peter Griess) هو من اكتشف التفاعل المسمى الديأزة والازدواج. هذان التفاعلان مع بعضهما، استعملا في تركيب زمرة الآزو المهمة جداً في المواد الكيميائية الملوِّنة.
المبدأ الأساسي لتطبيق الأصبغة الآزوية، هو إدخال مكونين صغيرين ذوابين في الماء داخل الألياف ثم استعمال شروط معينة مناسبة لحدوث الازدواج، معطية جزيء أكبر، وغير ذواب، وملون. يختار الجزيء الأول من مكونات الازدواج الآزوية (C.I. Azoic Coupling Components) والجزيء الثاني من مكونات الديازو الآزوية (C.I. Azoic Diazo Components). المكون الأخير هو من الأمينات الأولية المديأزة (diazotised primary amines)، أو الأمين الأب عندما يجري له الصبّاغ عملية الديأزة.
تستخدم في صباغة الخامات القطنية. تمتاز هذه الصبغات بألوانها الزاهية، ودرجة ثباتها العالية.

## معرض صور

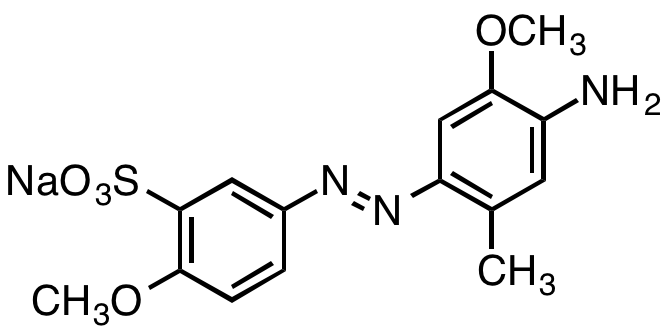
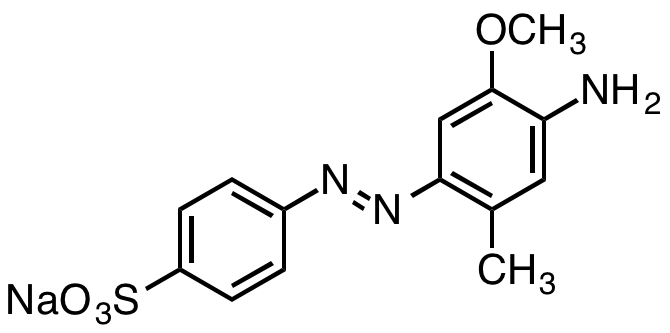
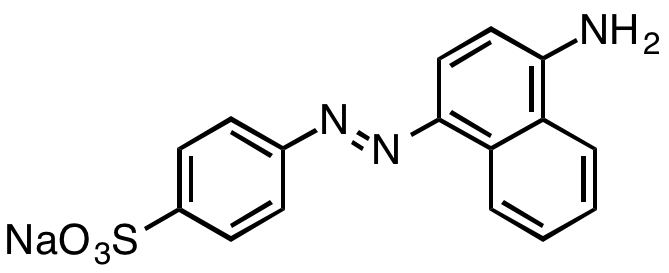
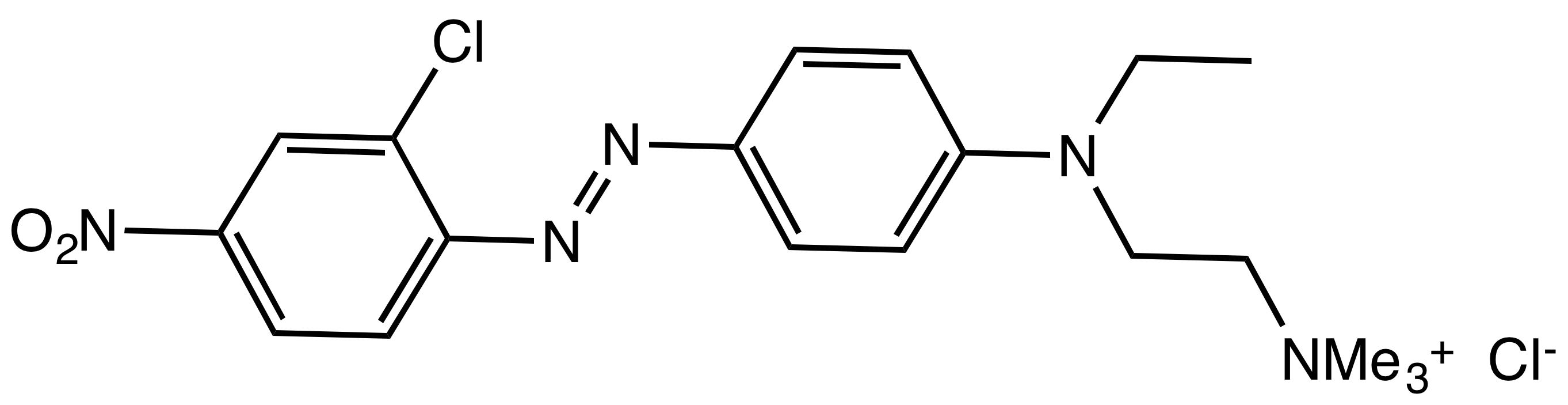